# Вулиця Крехівська (Львів)
Вулиця Крехівська — вулиця у Шевченківському районі міста Львова, в місцевості Клепарів. Сполучає вулиці Джерельну та Базарну.

## Історія
Нинішню вулицю Крехівську проклали на початку XX століття. У 1913 році вулиця отримала назву Ненцького, на честь учасника січневого повстання 1863 року, польського хіміка, лікаря та фізіолога Марцелія Ненцького, у 1950—1993 роках — вулиця Базарна бічна. Сучасну назву вулиця отримала у 1993 році, на згадку про село Крехів, відоме своїм монастирем.

## Забудова
Вулиця Крехівська забудована три- та чотириповерховими житловими будинками початку XX століття з елементами у стилі сецесії.
Будинки № 1, 2, 3, 5, 7 — триповерхові кам'яниці, збудовані близько 1905 року та прикрашені у стилі декоративної сецесії. У 1910-х роках власником будинку № 7 був Арон Уріх, у 1930-х роках власниками були Маркус Тейтелбаум та спілка. За незалежної України на першому поверсі містяться перукарня «Леді», магазини екіпірування, одягу і взуття «Козак» та дитячого одягу.
№ 4 — триповерхова кам'яниця, зведена на початку XX століття. Асиметричний п'ятивіконний фасад декорований у стилі геометричної сецесії та прикрашений двома балконами у стилі необароко, розташованими над вхідною брамою на лівій вісі фасаду.
№ 6 — триповерховий житловий будинок, зведений на початку XX століття у стилі сецесії. Фасад симетричний, дев'ятивіконний, декорований у стилі історизму: пілястри коринфського ордеру обрамляють центральну вісь та фланкують фасад, головний вхід та краї фасаду на першому поверсі прикрашені маскаронами у вигляді лев'ячих голів. У 1930-х роках власником будинку був Саломон Барт. За польських часів на першому поверсі містилися пекарні Аустера та Цаґельгайма, на початку XXI століття — магазин електротоварів «Верден».
№ 8 — триповерховий житловий будинок, зведений 1910 року у стилі раціональної постсецесії. У 1930-х роках власниками будинку були Еліяш та Сара Фухси. За незалежної України в будинку міститься заклад з наданням послуг встановлення та ремонту сантехніки «Сантехсервіс Плюс».
№ 10, 11 — наріжні чотириповерхові кам'яниці 1910-х років, декоровані у стилі постсецесії. У 1930-х роках власниками будинку № 11 були Самуель, Хайм та Матильда Фрьонкелі. У міжвоєнний період в будинку працювала слюсарна майстерня «Byt», у наріжнику будинку містився ресторан. На початку XXI століття на першому поверсі будинку містяться магазини жіночого одягу «Бажена» та білизни і трикотажу «Світлана», а у наріжнику — магазин «Солодощі».